# Himantoptèrids
Els himantoptèrids (Himantopteridae) son una família de lepidòpters ditrisis de la superfamília del zigenoïdeus (Zygaenoidea).

## Taxonomia
La família Himantopteridae inclou 80 espècies repartides en dues subfamílies:
- Subfamília Anomoeotinae Hering, 1937 (abans considerada una família independent)[3]
- Subfamília Himantopterinae Rogenhofer, 1884